# Ancorina alata
Ancorina alata är en svampdjursart som beskrevs av Arthur Dendy 1924. Ancorina alata ingår i släktet Ancorina och familjen Ancorinidae. Inga underarter finns listade i Catalogue of Life.